# William Cranch Bond

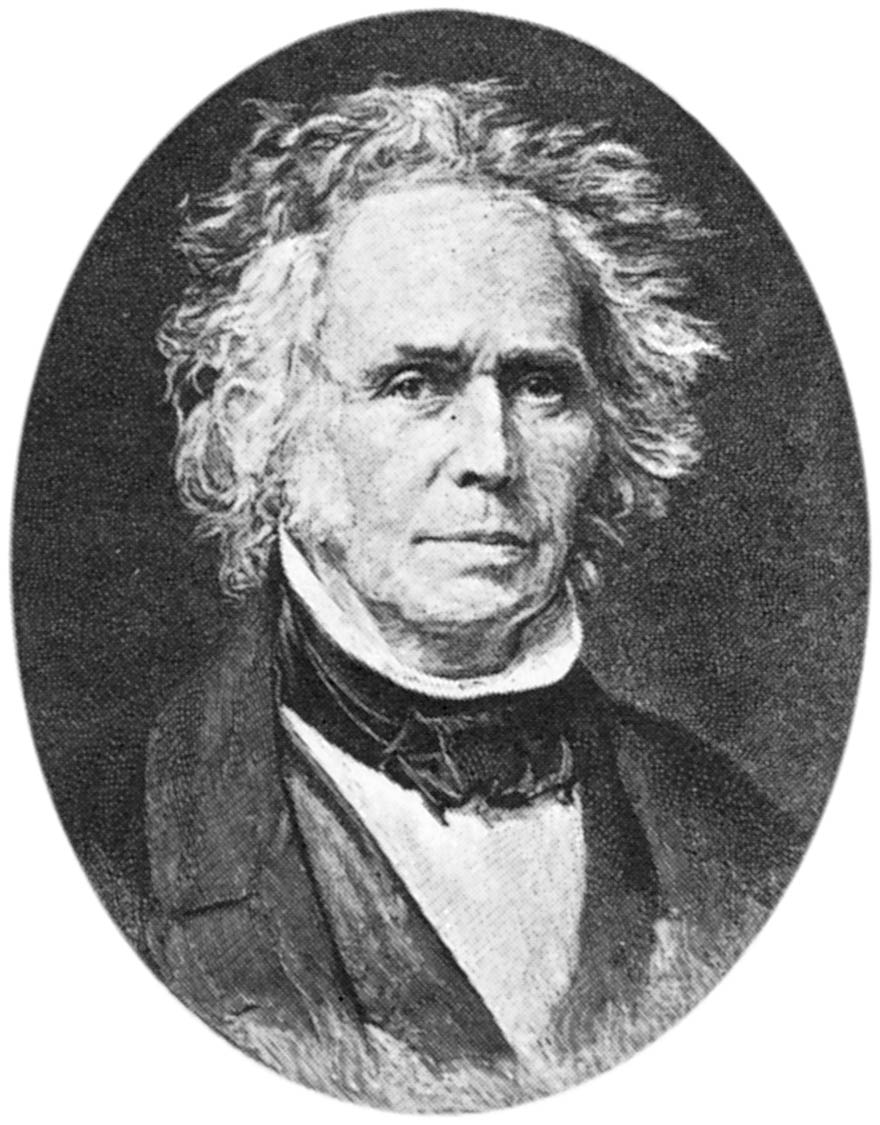
William Cranch Bond

William Cranch Bond (* 9. September 1789 in Falmouth, District of Maine, Mass. (heutiges Portland, Maine), USA; † 29. Januar 1859 in Cambridge, Massachusetts, USA) war ein amerikanischer Astronom. Er entdeckte Hyperion, den achten Mond des Planeten Saturn.
Bond war hauptsächlich Autodidakt und Uhrmacher in Boston. 1812 wurde er ein passionierter Amateurastronom. 1815 reiste er nach Europa um Observatorien zu studieren, da er ein mögliches Observatorium an der Harvard University plante. 1832 wurde Bond in die American Academy of Arts and Sciences gewählt.
1839 wurde diese Sternwarte, das Harvard-College-Observatorium, gegründet und Bond wurde ihr erster Direktor. 1847 erhielt das Observatorium ein Fernrohr mit 42,5 cm Öffnungsweite, der für die nächsten zwanzig Jahre das größte Fernrohr der Welt darstellte. Damit untersuchte Bond intensiv Sonnenflecken, den Orionnebel und den Saturn. Zusammen mit seinem Sohn George Phillips Bond, entdeckte er im Jahre 1848 – unabhängig zur gleichen Zeit wie der Engländer William Lassell – den Mond Hyperion.
Bond war ein Pionier der Astrofotografie. Gemeinsam mit John Adams Whipple fertigte er 1850 die erste Daguerreotype eines Sterns an, der Wega. Bond und Whipple erstellten darüber hinaus detaillierte Fotografien des Erdmondes.
Seit 1851 war er korrespondierendes Mitglied der Académie des sciences. Nach William Cranch Bond ist der Mondkrater W. Bond benannt, der Asteroid (767) Bondia nach ihm und seinem Sohn George Phillips Bond. Auf dem Saturnmond Hyperion wurde ein Bergrücken nach ihm benannt.